# Chudý potok
Chudý potok (dříve nazývaný Barnovský potok nebo německy Dorfbach) je potok, jehož celý tok se nachází ve vojenském újezdu Libavá, ve Vítkovské vrchovině, v okrese Olomouc v Olomouckém kraji. Protože se nachází ve vojenském prostoru, tak je bez povolení veřejnosti nepřístupný. Obvykle jedenkrát ročně však může být Chudý potok a jeho okolí přístupné veřejnosti v rámci cyklo-turistické akce Bílý kámen.
Potok pramení jižně od Jahodové pláně na konci horní části zaniklé německé vesnice Barnov mezi kopci U lomu a Olověnský vrch. Chudý potok nejprve teče východním směrem přes rybníček do údolí přes zaniklý Barnov, kde se pak stáčí přibližně k severo-severovýchodu. Protéká ruinami Barnova, kde na levém břehu míjí zaniklý hřbitov, kostel, památník padlým vojákům z 1. světové války a památník zaniklého Barnova. Potok pak vytéká z údolí, teče mezi domy a u Barnovského vodního cvičiště se vlévá se zprava do přehrady Barnovská, která je na řece Odra (úmoří Baltského moře).
Chudý potok byl na svém toku ještě v 50. letech regulován zpevněním břehů potoka původního Barnova. Po likvidaci vesnice a vzniku vojenského prostoru byla většina stavebního materiálu odstraněna a potok již není regulován a následně získal charakter "divokého" přírodního toku. Kolem celého toku potoka vede lesní cesta a silnice.

## Galerie

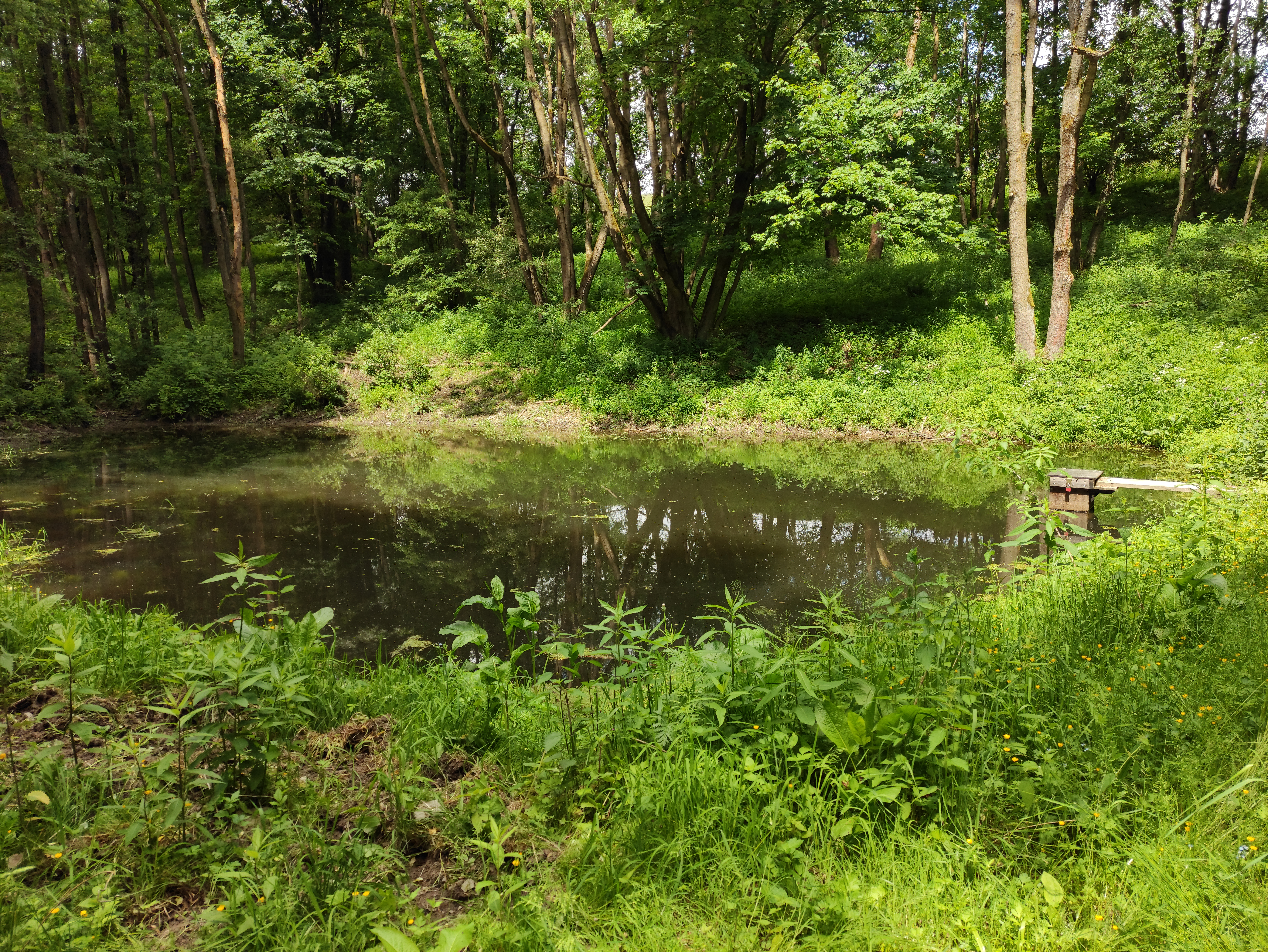
Rybníček kousek pod pramenen